# Manjalara
Manjalara es una telenovela dramática de Malasia transmitida por TV3 a través de la franja Akasia, se transmitió de lunes a jueves, entre el 7 de mayo de 2007 y el 12 de septiembre de 2007 en 75 capítulos, se transmitió de 6:30 p. m. a 7:30 p. m., fue patrocinado por el champú Rejoice. Es una adaptación de la telenovela venezolana Mi Gorda Bella, con el concepto de una niña con sobrepeso que lucha por llamar la atención positiva debido a su tamaño corporal, pero hay personas que muestran preocupación por ella. Su perseverancia pasó por todas las dificultades para poder cambiarse a sí mismo en aras de los ideales y la venganza.

## Reparto
| Actor / Actriz | Personaje                               |
| -------------- | --------------------------------------- |
| Emelda Rosmila | Maya Marissa Kamarul Azlan (Manja/Lara) |
| Jean Miskin    | Eskandar Karim (Es)                     |
| Rei Farah      | Kiki                                    |
| Mustafa Kamal  | Kamarul Johan Kamarul Zaman (Johan)     |
| Abby Abadi     | Zsa Zsa Abdullah (Zaza)                 |
| Sheila Rusly   | Sahara Malique (Sahara/Ani)             |
| Jue Aziz       | Ariana Kamarul Johan (Ari)              |
| Ayu Raudhah    | Farahida Kamarul Johan (Farah)          |
| Faizal Yusof   | Faryzal (Ryzal)                         |
| Harún Hasheem  | Karim/Rashid                            |
| Erry Putra     | Joffry                                  |
| Azhar Sulaiman | Kamarul Azlan Kamarul Zaman (Kamarul)   |
| Rozita Che Wan | Marisa                                  |
| Nadia Almy     | Rihanna                                 |

## Sinopsis
La historia de romance y drama tiene dos partes conectadas, la historia de vida de Manja y Lara. Aunque las dos sean la misma persona, sus personajes se distinguen por un lapso de tiempo de 3 años, haciendo que la personalidad de Lara sea diferente de la de Manja. En ese momento, el trasfondo de Manja era diferente al de los otros personajes principales y se introdujo como un nuevo personaje al comienzo de la segunda parte de la trama.
Al final de la serie, la personaje principal utiliza a Manjalara para una combinación de los nombres Manja y Lara, ya que ella quiere volver a su nombre original.

## Reseñas
Inicialmente, la telenovela generó polémica debido a que el guion no era original, sino que una historia extranjera. Sin embargo, adaptar la historia al ambiente y las costumbres de Malasia logró atraer la atención de muchos espectadores locales. 